# Aspidoparia jaya
Aspidoparia jaya е вид лъчеперка от семейство Шаранови (Cyprinidae). Видът не е застрашен от изчезване.

## Разпространение
Разпространен е в Бангладеш, Индия (Асам, Утар Прадеш и Утаракханд) и Непал.

## Описание
На дължина достигат до 15 cm.
Популацията на вида е намаляваща.